# رنو پرمیوم
رنو پرمیوم (انگلیسی: Renault Premium)
یک کامیون سنگین است که توسط تولیدکننده فرانسوی رنو و بعداً رنو تراکس (که بخشی از شرکت ولوو است از سال ۱۹۹۶ تا ۲۰۱۳ تولید شده است. این کامیون عمدتا به عنوان یک کامیون کشنده مورد استفاده قرار می‌گرفت. رقبای اصلی رنو پرمیوم داف سی‌اف و ولوو اف‌ام هستند.